# Liste der Naturdenkmale in Römerstein (Württemberg)
| Naturdenkmale | Anzahl |
| ------------- | ------ |
| FND           | 12     |
| END           | 31     |
| Gesamt        | 43     |

Die Liste der Naturdenkmale in Römerstein nennt die verordneten Naturdenkmale (ND) der im baden-württembergischen Landkreis Reutlingen liegenden Gemeinde Römerstein. In Römerstein gibt es insgesamt 43 als Naturdenkmal geschützte Objekte, davon 12 flächenhafte Naturdenkmale (FND) und 31 Einzelgebilde-Naturdenkmale (END).
Stand: 1. November 2016.

## Flächenhafte Naturdenkmale (FND)
| Name                                     | Bild | Kennung     | Einzelheiten                     | Position | Fläche Hektar | Datum         |
| ---------------------------------------- | ---- | ----------- | -------------------------------- | -------- | ------------- | ------------- |
| ehemaliger Hutewald (Buchen-Eschen-Hain) | BW   | 84150880023 | Römerstein                       | ⊙        | 2,5           | 30. Okt. 2006 |
| ehemaliger Steinbruch mit Kuppe          | BW   | 84150880024 | Römerstein                       | ⊙        | 3,0           | 30. Okt. 2006 |
| Ernatsberg                               | BW   | 84150880025 | Römerstein                       | ⊙        | 0,6           | 30. Okt. 2006 |
| Ödland in der Au                         |      | 84150880026 | Römerstein                       | ⊙        | 0,9           | 30. Okt. 2006 |
| Orchideenwiese beim Burgbrunnen          | BW   | 84150880269 | Römerstein                       | ⊙        | 0,3           | 30. Okt. 2006 |
| Rappenfels                               | BW   | 84150880019 | Gutsbezirk Münsingen, Römerstein | ⊙        | 0,5           | 10. Feb. 1992 |
| Riebestal                                | BW   | 84150880027 | Römerstein                       | ⊙        | 0,7           | 30. Okt. 2006 |
| Tümpel im Tiefental                      | BW   | 84150880022 | Römerstein                       | ⊙        | 0,4           | 30. Okt. 2006 |
| Weidenbrünnele                           | BW   | 84150880020 | Römerstein                       | ⊙        | 0,2           | 30. Okt. 2006 |
| Weiher mit Baumbestand am Sportplatz     | BW   | 84150880021 | Römerstein                       | ⊙        | 0,4           | 30. Okt. 2006 |
| Zaininger Hüle mit Baumbestand           |      | 84150880016 | Römerstein                       | ⊙        | 0,5           | 30. Okt. 2006 |
| Zielenstein                              |      | 84150880018 | Römerstein                       | ⊙        | 0,5           | 30. Okt. 2006 |
| Legende für Naturdenkmal                 |      |             |                                  |          |               |               |

## Einzelgebilde (END)
| Name                                    | Bild | Kennung     | Einzelheiten | Position | Fläche Hektar | Datum       |
| --------------------------------------- | ---- | ----------- | ------------ | -------- | ------------- | ----------- |
| Baumreihe (insgesamt 54 Bäume)          | BW   | 84150880205 | Römerstein   | ⊙        | 0,0           | 8. Mai 2006 |
| Buche                                   | BW   | 84150880233 | Römerstein   | ⊙        | 0,0           | 8. Mai 2006 |
| Buche                                   | BW   | 84150880267 | Römerstein   | ⊙        | 0,0           | 8. Mai 2006 |
| Buchengruppe (3 Bäume)                  | BW   | 84150880266 | Römerstein   | ⊙        | 0,0           | 8. Mai 2006 |
| Eiche                                   | BW   | 84150880237 | Römerstein   | ⊙        | 0,0           | 8. Mai 2006 |
| Felsensemble Kanzel                     |      | 84150880242 | Römerstein   | ⊙        | 0,0           | 8. Mai 2006 |
| Gallenbrunnen mit umgebenden Bäumen     | BW   | 84150880268 | Römerstein   | ⊙        | 0,0           | 8. Mai 2006 |
| Hockender Stein                         | BW   | 84150880240 | Römerstein   | ⊙        | 0,0           | 8. Mai 2006 |
| Linde                                   | BW   | 84150880201 | Römerstein   | ⊙        | 0,0           | 8. Mai 2006 |
| Linde                                   | BW   | 84150880202 | Römerstein   | ⊙        | 0,0           | 8. Mai 2006 |
| Linde                                   | BW   | 84150880204 | Römerstein   | ⊙        | 0,0           | 8. Mai 2006 |
| Linde                                   | BW   | 84150880206 | Römerstein   | ⊙        | 0,0           | 8. Mai 2006 |
| Linde                                   | BW   | 84150880231 | Römerstein   | ⊙        | 0,0           | 8. Mai 2006 |
| Linde                                   | BW   | 84150880234 | Römerstein   | ⊙        | 0,0           | 8. Mai 2006 |
| Linde                                   | BW   | 84150880236 | Römerstein   | ⊙        | 0,0           | 8. Mai 2006 |
| Linde                                   | BW   | 84150880262 | Römerstein   | ⊙        | 0,0           | 8. Mai 2006 |
| Linde                                   | BW   | 84150880265 | Römerstein   | ⊙        | 0,0           | 8. Mai 2006 |
| Lindengruppe (3 Bäume)                  | BW   | 84150880235 | Römerstein   | ⊙        | 0,0           | 8. Mai 2006 |
| Lindengruppe (6 Linden)                 | BW   | 84150880244 | Römerstein   | ⊙        | 0,0           | 8. Mai 2006 |
| Lindenreihe (15 Bäume)                  |      | 84150880239 | Römerstein   | ⊙        | 0,0           | 8. Mai 2006 |
| Lindenreihe (28 Bäume ink. 1 Bergahorn) | BW   | 84150880264 | Römerstein   | ⊙        | 0,0           | 8. Mai 2006 |
| Lindenstumpf                            | BW   | 84150880263 | Römerstein   | ⊙        | 0,0           | 8. Mai 2006 |
| Ulme                                    | BW   | 84150880261 | Römerstein   | ⊙        | 0,0           | 8. Mai 2006 |
| Weidbuche                               | BW   | 84150880243 | Römerstein   | ⊙        | 0,0           | 8. Mai 2006 |
| Weidbuche                               | BW   | 84150880245 | Römerstein   | ⊙        | 0,0           | 8. Mai 2006 |
| 2 Linden                                | BW   | 84150880203 | Römerstein   | ⊙        | 0,0           | 8. Mai 2006 |
| 2 Linden                                | BW   | 84150880207 | Römerstein   | ⊙        | 0,0           | 8. Mai 2006 |
| 2 Weidbuchen mit Felsstruktur           | BW   | 84150880241 | Römerstein   | ⊙        | 0,0           | 8. Mai 2006 |
| 3 Linden vor der Kirche                 |      | 84150880232 | Römerstein   | ⊙        | 0,0           | 8. Mai 2006 |
| 3 Weidbuchen mit Gehölz                 | BW   | 84150880238 | Römerstein   | ⊙        | 0,0           | 8. Mai 2006 |
| 4 Weidbuchenkomplexe mit Felsstruktur   | BW   | 84150880246 | Römerstein   | ⊙        | 0,0           | 8. Mai 2006 |
| Legende für Naturdenkmal                |      |             |              |          |               |             |